# أليكس دوغلاس (سياسي)
أليكس دوغلاس (بالإنجليزية: Alex Douglas)‏ هو طبيب وسياسي أسترالي، ولد في 10 ديسمبر 1953 في بريزبان في أستراليا. حزبياً، نشط في الحزب الوطني الليبرالي في كوينزلاند وUnited Australia Party (2013) ‏ (2013 – 2014). وقد انتخب عضو المجلس التشريعي ولاية كوينزلاند.